# Feeder
Feeder es un grupo de rock alternativo formado en Newport, sur de Gales, en 1994. Los miembros son, el galés Grant Nicholas (cantante/guitarra/compositor), el bajista japonés Taka Hirose y el batería Karl Brazil. A partir de 1999, para los shows, empezaron a contar con un guitarrista adicional; y, un año después, también con teclista. El batería original del grupo, el galés Jon Lee, se suicidó en 2002.
Hasta la fecha, el grupo ha vendido un millón de discos en Reino Unido, según la base de datos de la industria fonográfica británica, con tres de ellos discos de platino y 3,5 millones de discos vendidos a finales de 2005.
El grupo apoya fielmente las obras de caridad de War Child y Oxfam, y en 2006 también visitaron el Congo como parte de las iniciativas de War Child. En 2004, aparecieron en Band Aid 20, siendo el primer grupo galés en aparecer en dicha obra de caridad.
También han tocado en el escenario principal del festival de Leeds y Reading frecuentemente, y aparecieron en el concierto de Live 8 en Edimburgo.

## Biografía

### 1992-2001: formación,Echo Park
A pesar de que el cantante, Grant Nicholas y el batería Jon Lee tocaban en bandas pre-Feeder como Temper Temper a principios de 1992, Feeder no se formó oficialmente hasta que Lee y Nicholas se fueron a Londres en 1994 y consiguieron al bajista Taka Hirose tras poner un anuncio en Loot. Tras esto, el grupo pasó a llamarse Hum, cambiándose luego el nombre por Reel, Real y más tarde, llamándose Feeder. Firmaron entonces con Echo tras mandar una demo y un cazatalentos de la discográfica vio al grupo en uno de sus conciertos y cambió su nombre por el de Feeder.
Tras el lanzamiento de su EP de debut de edición limitada, Two Colours, en 1995, el grupo recorrió intensamente Reino Unido, y lanzó su mini-disco, Swim, en 1996, algo aclamado, el cual fue seguido pronto por su disco de debut, Polythene, en 1997. High entró al número 40 de las listas de Reino Unido y Estados Unidos, dando como resultado una reedición de Polythene y enormes giras europeas y americanas en las que el grupo tocó en 125 fechas -más que cualquier otra banda británica en ese año-. High también fue una de las canciones más pedidas en la radio universitaria americana en verano.
Fue durante las largas giras americanas del grupo cuando Nicholas escribió gran parte del disco Yesterday Went Too Soon. Un mayor éxito comercial en Reino Unido, el disco sin embargo no fue nunca lanzado oficialmente en Estados Unidos, lo que podría explicar su oscuridad relativa desde el lanzamiento de High. Sin embargo, alcanzó el cuarto puesto en la lista de los 50 éxitos de Reino Unido y tuvo éxito de crítica.
En 2001, el grupo logró visibilidad pública con el sencillo Buck Rogers, de su tercer disco Echo Park, alcanzando el puesto 5 en Reino Unido. El disco también entró en el Top 5, y originó varios singles exitosos. La anterior cara B, Just a Day, alcanzó el puesto 12 y su éxito provocó la reedición de Swim. A pesar del éxito, durante las primeras semanas de 2002, el batería Jon Lee se ahorcó en su casa de Miami.

### 2002-2005:Comfort in Sound,Pushing the Senses
El cuarto disco del grupo, Comfort in Sound, salió el 21 de octubre de 2002. El antiguo miembro de Little Angels y Skunk Anansie Mark Richardson fue reclutado para hacerse cargo de la batería y, finalmente, se volvió un miembro más del grupo. El disco entró en las listas en el puesto 6, tras una mayor aclamación de la crítica. Varios singles exitosos le siguieron, y el grupo vendió las 60.000 entradas para su gira de primavera en 2003, la cual incluyó conciertos añadidos con segundas fechas en la Brixton Academy y Glasgow Barrowlands venues, tras las fechas iniciales agotadas pocas semanas después de salir a la venta. En ese invierno, el grupo tocó su primera gira UK arena, incluyendo su concierto más grande hasta la fecha en el Wembley Arena.
Poco antes de lanzar el disco, el grupo tocó dos conciertos en el escenario de Radio 1 en los festivales de Reading y Leeds de 2002, debiéndose a que estos conciertos eran los primeros tras la muerte de Jon Lee ellos no actuaron en el escenario principal. El nuevo encuentro de éxito del grupo desde 2001 significó que llenaron los recintos más allá de su capacidad en ambas ocasiones.
Durante las sesiones de grabación del grupo para el siguiente álbum, Comfort in Sound, su primer recopilatorio en Reino Unido, Picture of Perfect Youth, salió a la venta, formado por 36 caras b. Una edición muy limitada, se agotó muy rápidamente, pero fue relanzada de forma general el 5 de marzo de 2007.
El quinto disco, Pushing the Senses, salió el 31 de enero de 2005, precedido por el sencillo más exitoso en las listas del grupo, Tumble And Fall. El disco entró en las listas de Reino Unido en el puesto 2, y le siguieron un número de exitosos singles, incluyendo la cara B, Shatter, que fue lanzada como un doble sencillo con Tender al que le siguió su inclusión en el doblaje inglés de la película Nightwatch. El disco también vio la salida del sencillo Feeling a Moment, que alcanzó el puesto 32 en Australia. El grupo terminó 2005 habiendo encabezado ya el primer día del Download Festival de ese año, aunque tuvo que posponer la gira de fin de año por el inminente desgastamiento de las cuerdas vocales de Nicholas.

### 2006:The Singles
El segundo recopilatorio del grupo, The Singles, salió el 15 de mayo de 2006, presentando una colección de singles de toda su historia, más tres canciones nuevas: Lost and Found, Burn The Bridges y Save Us. La edición limitada del disco incluye un DVD con 26 de los vídeos promocionales del grupo lanzados hasta la fecha (excluyendo el video de Piece By Piece), recorriendo desde la contraportada promocional de Lost and Found hasta el lanzamiento original de Stereo World, así como largas anotaciones en la portada del colaborador fijo Ben Johncock, un escritor y autor independiente. El disco alcanzó el puesto 2 en las listas de discos de Reino Unido, tras entrar en el tres, y originó dos singles en el Top 40.
El grupo tocó en varios festivales europeos importantes ese verano, y el 6 de noviembre de 2006, tocó dos conciertos, el primero en el Roundhouse, al norte de Londres, y el otro en el Coronet, al sur de Londres, en apoyo a War Child, presentando las actuaciones especiales de Sugababes y Jamelia. Recaudaron 62.000 libras.

### 2008:Silent Cry
En 2008 Feeder lanza Silent Cry, cuyo sencillo de presentación fue la exitosa We Are the People que alcanzó el número uno en las listas de éxitos del Reino Unido, un álbum en el que Feeder reencuentra su sonido, vuelven a sus orígenes más roqueros, y eso fue alabado por la crítica y sus fanes.

### 2010:Renegades
Luego de la retirada de Mark Richardson en 2009, la banda recluta al baterista Karl Brazil y comienza un proyecto alternativo llamado Renegades, un tanto más grunge que los últimos discos que la banda venía editando. Renegades editó 2 EP a lo largo de 2010. Después, presentaron su proyecto y, además, editaron con el nombre de Feeder su nuevo sencillo Call out. Finalmente, lanzaron bajo el nombre de Feeder su séptimo disco, Renegades, en junio de 2010, siguiendo esa senda grunge que inició el grupo paralelo del mismo nombre.

### 2012-2015:Generation Freakshowy un descanso.
El siguiente disco de Feeder, Generation Freakshow, comenzó a componerse durante 2010, y el plan original era que este fuese lanzado de forma paralela a Renegades, pero el lanzamiento se pospuso al ser las canciones demasiado diferentes en cuanto estilo. El disco se lanzó en abril de 2012, y volvió a las raíces del antiguo Feeder, con mezclas de Confort in Sound y Silent Cry. Hacia finales del 2012, Grant Nicholas dijo que la banda iba a tomarse un descanso durante todo el 2013 (aunque Feeder llegó a dar un concierto aquel año). Taka Hirose aprovechó ese año 2013 para sacar el segundo álbum con su banda paralela Muddy Apes. Un año después, fue Nicholas quien aprovechó para lanzar su primer trabajo en solitario, Yorktown Heights. En marzo del 2015, Nicholas dijo que habría nuevo trabajo de Feeder en 2016.

### 2016-2021
En enero de 2016, la banda publicó fotos ensayando en el local de Grant. El 15 de junio se anunció que el título del nuevo trabajo sería All Bright Electric. El sencillo "Universe of Life" salió el mismo día con su correspondiente vídeo. El 26 de agosto salió otro sencillo llamado "Eskimo", también con un vídeo. All Bright Electric, el noveno trabajo de Feeder, salió a la venta el 7 de octubre de 2016. Tres años después, salió Tallulah, el último disco del grupo hasta el momento.

### Torpedoy duodécimo álbum de estudio sin título (2022-presente)
Después del éxito de Tallulah, Nicholas e Hirose inmediatamente comenzaron a trabajar en un álbum de seguimiento. Los dos escribieron y grabaron el material de un álbum a fines de 2019 y principios de 2020, y el álbum estuvo en gran parte completamente fuera de la mezcla de audio final. Sin embargo, el progreso se detuvo con el inicio de la pandemia de COVID-19 a principios de 2020. Frustrados, Nicholas e Hirose se dedicaron a escribir más material. Las primeras sesiones escritas durante el encierro de COVID fueron lentas, con Nicholas sufriendo un caso de bloqueo de escritor. Eventualmente, su frustración reprimida tanto con el estado del mundo como con su bloqueo como escritor lo llevaron a una gran cantidad de contenido, suficiente para el material de dos álbumes. El material se separó en dos lotes; el material escrito en segundo lugar, durante el bloqueo de COVID, se reunió para formar el álbum Torpedo, mientras que el material anterior a COVID se reunió para un lanzamiento posterior en 2023 en un duodécimo álbum que aún no tiene título. Torpedo, posteriormente fue lanzado el 18 de marzo de 2022.

## Discografía
- Polythene (31 de mayo de 1997) UK #65
- Yesterday Went Too Soon (30 de agosto de 1999) UK #8
- Echo Park (23 de abril de 2001) UK #5; Irlanda #54
- Comfort in Sound (21 de octubre de 2002) UK #6; Irlanda #27
- Pushing the Senses (31 de enero de 2005) UK #2; Irlanda #16
- Silent Cry (2008)
- Renegades (2010)
- Generation Freakshow (2012)
- All Bright Electric (2016)
- Tallulah (2019)
- Torpedo (2022)